# 水西镇 (新余市)
水西镇是中国江西省新余市渝水区的下辖一个镇。
水西镇位于新余市城东，距市城8公里，地处袁河北面，东邻罗坊镇，西连新余高新技术产业开发区。
全镇辖24个行政村、1个居委会、172个村小组，人口48126人；总面积114.79平方公里，耕地面积51096亩，其中水田32392亩。驻镇国营企事业单位23个，个体私营企业623家。 